# Coregonus baerii
Coregonus baerii är en fiskart som beskrevs av Kessler, 1864. Coregonus baerii ingår i släktet Coregonus och familjen laxfiskar. IUCN kategoriserar arten globalt som otillräckligt studerad. Inga underarter finns listade i Catalogue of Life.